# 나우루의 교통
다음 문서에서는 나우루의 교통에 대해 서술한다.

## 철도 교통
섬 내부에서 아이워구에 있는 섬 서부의 부두로 인산염을 운반하기 위한 철도가 개통되어있다. 길이는 3.9km이며 1907년 개통되었다.

## 해상 교통
나우루 유일의 국제항인 나우루 국제항이 재개발중이다. 2021년 개장 예정이었지만 연기되어 2024년 현재까지도 건설중이다.

## 항공 교통
유일한 공항인 나우루 국제공항이 위치해있으며, 브리즈번, 타라와, 마주로 등 타 오세아니아 국가들로 향하는 직항편이 개설되어있다.